# Léane
Cette page présente le prénom Léane ainsi que ses variantes.
Léane ou Léanne est un prénom féminin fêté le 22 mars. Il peut s'agir de la contraction du prénom aujourd'hui désuet Léa-Anne (composé des prénoms Léa et Anne).

## Popularité
Le prénom, rare en France jusqu'au début des années 1990 (quelques naissances par an en moyenne), atteint son pic de popularité en 2007 avec 1327 naissances de Léane.

## Variantes
Il a pour variantes étrangères Lean(n)a ou Liana.

## Personnalités portant ce prénom
Léane
- Pour l'ensemble des articles sur les personnes portant ce prénom, consulter :
  - la liste des articles dont le titre commence par ce prénom
  - les listes produites par Wikidata : Liste des personnes de prénom « Léane » — même liste en incluant les éventuels prénoms composés qui contiennent « Léane ».

Léanne
- Pour l'ensemble des articles sur les personnes portant ce prénom, consulter :
  - la liste des articles dont le titre commence par ce prénom
  - les listes produites par Wikidata : Liste des personnes de prénom « Léane » — même liste en incluant les éventuels prénoms composés qui contiennent « Léane ».

Liana
- Liana Flores, auteure-compositrice-interprète et musicienne anglo-brésilienne